# Anerincleistus pedunculatus
Anerincleistus pedunculatus är en tvåhjärtbladig växtart som först beskrevs av William Grant Craib, och fick sitt nu gällande namn av Madhavan Parameswarau Nayar. Anerincleistus pedunculatus ingår i släktet Anerincleistus och familjen Melastomataceae. Inga underarter finns listade i Catalogue of Life.